# Savo Drljević
Savo Drljević, črnogorski general, * 11. julij 1912, † 30. januar 1994.

## Življenjepis
V NOVJ in KPJ je vstopil leta 1941. Med vojno je bil poveljnik več enot (Bjelopolski odred, Komski odred, 4. dalmatinske brigade, 2. proletarska dalmacijska brigada, Generalštab NOV in PO Srbije, 1. proletarski korpus, 1. armada).
Po vojni je končal Višjo vojaško akademijo JLA in postal poveljnik zaledja JLA, načelnik Uprave artilerije, načelnik štaba 1. armade, namestnik načelnika VVA JLA,...
- Red narodnega heroja
- Red vojne zastave
- Red partizanske zvezde